# 蒂倫豪特戰役
蒂倫豪特戰役（Battle of Turnhout）是八十年戰爭的其中一個戰役，發生於1597年北尼德蘭與南尼德蘭交界的蒂伦豪特。

## 背景
雖然蒂倫豪特沒有城牆，但這個城鎮仍具有優越的戰略價值。1597年1月24日，毛里茨王子帶領的騎兵隊在鄰近的蒂伦打敗了軍容較大，由瓦拉斯伯爵（conde de Varas）率領的西班牙騎兵隊。
荷蘭軍隊燒燬當地的城堡後，西班牙騎兵隊逃之夭夭。然而，一向精明的莫里斯竟未趁勝追擊，將勝利的成果擴大。

## 註腳
1. 1 2 3  Weigley 2004，第13頁.
2. ↑  Van Nimwegen 2010，第164頁.
3. 1 2  Van der Hoeven 1997，第71頁.
4. ↑  Van Nimwegen 2010，第165頁.
5. ↑  Van der Hoeven 1997，第72頁.